# François Fagel (1674-1718)
François Fagel, heer van ter Weer (gedoopt 's-Gravenhage, 11 februari 1674 - Haarlem, 6 september 1718) was een Nederlands jurist en bestuurder.

## Biografie
Fagel was lid van de familie Fagel en een zoon van Benjamin Fagel (1642-1706), raadsheer in het Hof van Holland, Zeeland en West-Friesland, en Jacoba Graswinckel (†1722), lid van de familie Graswinckel. Hij trouwde in 1712 met de Haarlemse Hester de Koker (1674-1730), uit welk huwelijk twee kinderen werden geboren, onder wie mr. François Benjamin Fagel (1713-1784), vroedschap, schepen en burgemeester van Haarlem.
Fagel studeerde rechten te Leiden waar hij in 1698 promoveerde op De acquirenda, vel amittenda possessione. In 1699 was hij raad in de vroedschap van Haarlem en vanaf 1701 verschillende keren schepen van die stad. In 1712, 1713 en 1714 was hij gedeputeerde bij de Staten-Generaal.